# Dimethylnitrosamin
Dimethylnitrosamin (auch bekannt als DMN) ist eine chemische Verbindung aus der Gruppe der Nitrosamine.

## Vorkommen
Dimethylnitrosamin kommt in Lebensmitteln wie gepökeltem Fleisch und alkoholischen Getränken vor. Es entsteht in Tieren bei der Fütterung von Futter mit Nitrit-Zusätzen. Es kommt auch als Abbauprodukt von Aminophenazon vor. Im Menschen findet man die Verbindung bei einigen Erkrankungen wie Bilharziose.

### Trinkwasser-Ozonierung
Die Ozonierung von Trinkwasser in Wasserwerken, ein gängiges Verfahren zur Desinfektion oder auch zum Abbau von chemischen (v. a. medikamentösen) Verunreinigungen, führt bei Vorhandensein des Ausgangsstoffs Dimethylsulfamid, einem Fungizid-Metaboliten, der durch Aktivkohlefiltration oder bekannte Verfahren nicht ausreichend eliminiert werden kann, zur Bildung von Dimethylnitrosamin.

### Verunreinigung von Valsartan
Anfang Juli 2018 führte eine beim chinesischen Hersteller Zhejiang Huahai Pharmaceutical bekanntgewordene, vermutlich bereits seit 2012 bestehende Verunreinigung des pharmazeutischen Wirkstoffs Valsartan zu zahlreichen Arzneimittelrückrufen. Anfang August 2018 wurden Verunreinigungen mit DMNA auch in Valsartan-Chargen des indischen Wirkstoffproduzenten Hetero Labs Limited und des chinesischen Hersteller Zhejiang Tianyu festgestellt.

### Verunreinigung von Metformin
Am 6. Dezember 2019 informierte das Bundesinstitut für Arzneimittel und Medizinprodukte (BfArM) über Spuren von N-Nitrosodimethylamin (NDMA) in einigen Arzneimitteln mit dem Wirkstoff Metformin. Infolge startete die Streuli Pharma AG aus der Schweiz, mit Schreiben vom 11. Dezember 2019 und in Zusammenarbeit mit Swissmedic, eine Rückrufaktion der betroffenen Chargen bis auf Stufe Detailhandel (Einzelhandel). Ob noch weitere Hersteller von der Verunreinigung betroffen sind, war mit Stand Mitte Dezember 2019 nicht bekannt.

## Gewinnung und Darstellung
Dimethylnitrosamin kann durch Reaktion von sekundären Aminen mit Natriumnitrit in Gegenwart von Salzsäure gewonnen werden.

## Eigenschaften
Dimethylnitrosamin ist eine gelbe Flüssigkeit mit schwachem Geruch und leicht löslich in Wasser. Es zersetzt sich allmählich beim Lagern (vor allem unter Lichteinwirkung) und beim Erhitzen, wobei Stickstoff, Wasserstoff, Ethen, Methan, Dimethylamin und Stickstoffoxide entstehen.

## Verwendung
Dimethylnitrosamin kann zur Herstellung anderer chemischer Verbindungen (z. B. Daminozid) verwendet werden.

## Sicherheitshinweise
Die Dämpfe von Dimethylnitrosamin können mit Luft ein explosionsfähiges Gemisch (Flammpunkt 61 °C) bilden. In einer Reihe von Experimenten an Nagetieren löste die orale Aufnahme von Dimethylnitrosamin vor allem Lebertumoren und nach Inhalation auch zusätzlich Tumoren in Lunge und Nieren aus. Auch an zahlreichen anderen Tierarten erwies sich die Substanz als kanzerogen. Sie war sogar ein diaplazentar wirksames Kanzerogen, wenn trächtige Nager exponiert wurden. Für den Menschen sind keine validen Angaben verfügbar. Ähnlichkeiten im Metabolismus in Geweben von Ratten bzw. Menschen sind jedoch erwiesen, sodass die Substanz trotz fehlender epidemiologischer Daten als kanzerogen für den Menschen angesehen werden sollte. Eine orale Aufnahme von Dimethylnitrosamin in hohen Mengen ist für den Menschen tödlich.
Die karzinogene Wirkung kommt durch Verstoffwechselung zustande, das Endprodukt wirkt erbgutschädigend (genotoxisch).